# Angelo Ambrosini
Angelo Ambrosini (Desenzano al Serio, 5 maggio 1891 – Milano, 15 aprile 1980) è stato un aviatore, ingegnere aeronautico e imprenditore italiano.

## Biografia
Figlio di Alessandro e di Innocente Gallinari, manifesta fin dalla giovane età interesse per tutto ciò che solca il cielo e trasferitosi nei prima anni del novecento con la famiglia a Milano si guadagna ben presto il brevetto di pilota d'aereo.
Partecipa alla Campagna di Libia nel 1911 come aviatore tecnico motorista e successivamente alla prima guerra mondiale, come ufficiale di complemento nell'artiglieria, col grado di tenente e a partire dall'ottobre del 1917 nell'arma aeronautica.
Il suo nome è legato all'invenzione nel 1917 di un silenziatore che utilizzava la pressione dei gas di scarico per ridurre il rumore dei motori. Ciò consenti un sensibile miglioramento delle condizioni di guida dei piloti e di chiunque si trovasse in volo. Nel 1950 brevetta inoltre un motore ausiliario a rullo per cicli. 
Nel 1920 assieme alla moglie impianta un'officina a Milano "Ing. Ambrosini & C" specializzata nella revisione dei motori di aeroplani e nel 1934, successivamente la "Apparecchi Noris Società Anonima Italiana" per la costruzione di strumenti di misura e tachimetri.  
Nello stesso anno rileva dall’ing. Prampolini la SAI di Passignano sul Trasimeno e le aziende del gruppo, comprese le distillerie e oleifici di Reggio Emilia e Tripoli in cui si producevano alcol carburante e olio vegetale lubrificante.  
L'iniziativa per la produzione di alcool etilico assoluto e di olio di ricino raffinato, fu gestita dal dottor Alberto Di Capua, comasco, laureato in chimica nel 1927 all'Università di Pavia e alunno del Collegio Ghislieri di Pavia. L'attività era tesa ad appoggiare la politica autarchica di Mussolini per la fornitura di carburanti e lubrificanti per la Regia Aeronautica, con stabilimenti a Reggio Emilia e le piantagioni di alberi di ricino nelle colonie italiane in Africa. Purtroppo, a seguito alle leggi razziali del 1938, il dottor Di Capua dovette essere licenziato, ma Ambrosini si attivò per ottenergli il passaporto e favorirne l'emigrazione in Ecuador nel 1939.
A fine degli anni 30 le aziende guidate da Ambrosini contavano milleduecento addetti, con sedi a Roma, Milano, Reggio Emilia, Passignano, Tripoli, Vittorio d'Africa e A.O.I..
Nei primi anni '40 è inoltre consigliere delegato nel consiglio di amministrazione dell'Aeronautica Sicula.
Durante il secondo conflitto fa parte della Regia Aeronautica  e diventa ufficiale del Genio Aeronautico con il grado di Tenente Colonnello.
Nel dopoguerra è presidente dell’Aero Club di Milano e membro della Aero Club d'Italia.
Ambrosini nel 1948 si fece promotore di un’impresa per la raccolta fondi in favore dei piccoli invalidi di guerra e civili di Don Gnocchi.
Oltre ai finanziamenti mise a disposizione una versione del SAI 1001 Grifo appositamente attrezzato ed alleggerito per trasportare maggior carburante, ribattezzato per l’occasione "Angelo dei bimbi". Alla guida di Leonardo Bonzi e Maner Lualdi partì da Linate il 6 gennaio del 1949 e dopo diverse tappe in città europee e sudamericane  arrivò a Buenos Aires il 14 febbraio. L’impresa ebbe una notevole risonanza mediatica e raccolse oltre i cinquecento milioni di lire.